# 낸 골딘, 모든 아름다움과 유혈사태
"낸 골딘, 모든 아름다움과 유혈사태"(영어: All the Beauty and the Bloodshed)는 2022년 개봉한 미국의 다큐멘터리 영화로, 로라 포이트러스가 감독을 맡았다. 사진 작가 낸 골딘의 커리어와 제약 회사 창립가 새클러가의 몰락을 다룬 작품이다. 제79회 베네치아 국제 영화제(2022년) 황금사자상 수상작이다. 제95회 아카데미상(2023년) 장편 다큐멘터리 영화상 후보작이다.